# District de Thủy Nguyên
Thủy Nguyên est un district rural de Haïphong dans le delta du fleuve Rouge au Viêt Nam. 

## Géographie
La superficie du district est de 242,7 km2. 